# Valverde del Fresno
Valverde del Fresno (extremadurai nyelven Valverdi del Fresnu, fala nyelven Valverdi du Fresnu) település Spanyolországban, Cáceres tartományban. Valverde del Fresno Navasfrías, Eljas, San Martín de Trevejo, Villamiel, Cilleros, Sabugal, Penamacor és Idanha-a-Nova községekkel határos. Lakosainak száma 2121 fő (2024).

## Népesség
A település népessége az elmúlt években az alábbi módon változott:
| Lakosok száma | 2601 | 2578 | 2576 | 2509 | 2459 | 2441 | 2391 | 2309 | 2190 | 2121 |
|               | 2001 | 2004 | 2006 | 2009 | 2011 | 2014 | 2016 | 2019 | 2021 | 2024 |